# Platycyrtidus
Platycyrtidus is een kevergeslacht uit de familie van de boktorren (Cerambycidae). De wetenschappelijke naam van het geslacht werd voor het eerst geldig gepubliceerd in 2011 door Vives & Niisato.

## Soorten
Platycyrtidus is monotypisch en omvat slechts de volgende soort:
- Platycyrtidus delicatulus (Holzschuh, 2009)